# مايكل كيد جيلكريست
مايكل كيد جيلكريست (بالإنجليزية: Michael Kidd-Gilchrist)‏ مواليد 26 سبتمبر 1993، هو لاعب كرة سلة أمريكي يلعب مع فريق شارلوت هورنتس في الرابطة الوطنية لكرة السلة ويحمل الرقم 14. يبلغ طوله 6 قدم 7 بوصة (2.0 م).

## فرق لعب لها
- شارلوت هورنتس

## روابط خارجية
- مايكل كيد جيلكريست على موقع إن بي أي (الإنجليزية)
- مايكل كيد جيلكريست على موقع سبورتس رفرنس (الإنجليزية)
- مايكل كيد جيلكريست على موقع كرة السلة الأوروبية.كوم (الإنجليزية)
- مايكل كيد جيلكريست على موقع إي إس بي إن.كوم (الإنجليزية)
- مايكل كيد جيلكريست على موقع كلية كرة السلة في سبورتس رفرنس.كوم (الإنجليزية)
- مايكل كيد جيلكريست على موقع ريلجم (الإنجليزية)
- مايكل كيد جيلكريست على موقع بروبوليرز (الإنجليزية)